# Adolphe Barrot
Pour les articles homonymes, voir Barrot.
Théodore Adolphe Barrot est un diplomate et homme politique français, né à Paris le 14 octobre 1801 et mort dans la même ville le 16 juin 1870.

## Biographie
Fils de Jean-André Barrot, et donc frère d'Odilon Barrot et de Ferdinand Barrot, il a rempli divers postes diplomatiques, notamment comme consul de France à Carthagène (1833), ministre plénipotentiaire au Brésil (1849), à Lisbonne (1849), Naples (1851) et Bruxelles (1853) puis ambassadeur en Espagne d'août 1858 à octobre 1864.

### Affaire de Carthagène
Le 27 juillet 1833, alors Consul général de France à Carthagène (Colombie), Adolphe Barrot rentre d'un séjour dans la campagne de la ville. Il apprend alors l'assassinat d'une famille anglaise avec laquelle il est proche. Particulièrement touché par cet acte violent, il décide de retrouver le même jour les consuls d'Angleterre et des États-Unis sur un quai du port de Carthagène pour accompagner la dépouille des défunts jusqu'à l'Eglise. 
Vers les cinq heures de l'après-midi, on vint m'avertir que les embarcations chargées de ce triste fardeau étaient arrivées au quai; je m'y rendais immédiatement en compagnie de quelques amis. 
Une fois sur place, Adolphe Barrot est apostrophé par un alcalde inférieur de la ville, visiblement ivre qui lui demande de se retirer. Le consul de France refuse, indiquant qu'il n'a pas d'ordre à recevoir d'un alcalde et qu'il est dans son bon droit. De retour chez lui dans la soirée, le même officier se présente à son domicile accompagné de trois soldats armés et pénètrent dans l'habitation alors que le drapeau français flotte sur le toit de la maison, faisant de cette dernière un lieu inviolable. Sous la menace, les soldats se retirent finalement. Le soir même, Adolphe Barrot adresse une lettre au Gouverneur de la Province de Carthagène lui demandant de sanctionner son officier. Dans un même temps, l'alcalde en question saisi la justice de la ville et fait témoigner (plus ou moins de manière forcée) plusieurs témoins de la scène qui s'est déroulée sur le port de Carthagène 
J'appris indirectement le surlendemain que l'alcalde, de son côté, avait dirigé une plainte contre moi à une autre autorité, et qu'un de ses collègues était occupé à prendre les déclarations des personnes qu'il lui amenait pour témoigner de cette affaire. 
Le Gouvernement refuse de prendre part à l'instruction, malgré plusieurs lettres de Barrot demandant une intervention en sa faveur. Il est finalement arrêté quelques jours plus tard et emmené à la prison de la ville. Barrot rédige alors une longue lettre à l'attention du Ministre des Affaires Etrangères pour demander son intervention direct. Il faudra attendre l'intervention navale du Baron de Mackau, en 1834, et des négociations à Paris avec le représentant de la République de Colombie pour qu'Adolphe Barrot soit finalement relâché et réintroduit dans ses fonctions.
Il est élevé à la dignité de grand-croix de la Légion d'honneur en 1863.
Nommé sénateur le 5 octobre 1864, il fut mis à la retraite comme ambassadeur le 17 février 1865.

## Famille
Marié à la fille de l'amiral Thomas Manby (en), il est le père de :
- Jean Odilon-Barrot (1841-1904), député de l'Ardèche de 1893 à 1902
- Marguerite Barrot (1844-1937), épouse en 1866 du comte Joachim Joseph André Murat[3] (1828-1904), d'où trois enfants : Clotilde, Joachim et Napoleone
- Amélie Barrot (1848-1941), épouse de Charles-Eugène Cœuret de Saint-Georges (1832-1893), général de brigade, saint-cyrien - promotion de l'Empire[4].